# Paul Arcand
Pour les articles homonymes, voir Arcand.
 (juin 2025).
Paul Arcand né le 12 mai 1960 à Saint-Hyacinthe en Montérégie au Québec, est un journaliste, animateur de radio et de télévision et réalisateur québécois.
Il est l'animateur vedette du matin pour 98,5 fm depuis 2004 après de nombreuses années passées à l'antenne de CKAC. Son émission matinale quotidienne s'intitulait Puisqu’il faut se lever.
Depuis 2024, Paul Arcand s'est lancé dans la balado chez Cogeco Média, avec son projet L'espace Paul Arcand.
Paul Arcand était le fils d'un argonome et d'une mère au foyer. Celui-ci grandit dans un foyer où les nouvelles étaient à ne pas manquer. De plus, ces frères ont, eux aussi, fait partie de l'environnement de la radio. Cependant, le plus vieux a quitté son poste pour prendre un virage dans la politique.

## Biographie

### À la radio
Paul Arcand a fait ses débuts à la station de radio CKBS, de Saint-Hyacinthe en tant que commis au fil de presse, disc-jockey et présentateur de nouvelles.
En 1980, Il quitte sa ville d'origine et devient journaliste à CKVL. Il se joint de 1981 à 1985 à l'équipe de reporters de CJMS. De 1985 à 1990, il est directeur des nouvelles de la station et du réseau Radiomutuel.
De 1990 à 1994 il travaille à CJMS 1280 Montréal avant que le groupe Radiomutuel n’achète le groupe Télémédia. La station CJMS1280 a fermé officiellement ses portes a 9h15 le 30 septembre 1994.[Quoi ?]
À partir de 1994 il participe à la matinale de la station de radio CKAC (730 am). Puis de 1997 à 2003, il anime avec succès Bonjour Montréal qui rassemble une audience quotidienne de plus d'un demi-million d'auditeurs.
En janvier 2004 Il participe à la création de la station 98,5 FM du groupe Corus Québec (acheté par Cogeco diffusion en 2011) sous son format actuel à la présentation de l'émission Puisqu’il faut se lever.Il terminera sa carrière à la radio avec cette émission le 14 Juin 2024.

### À la télévision
En 1989 il anime Arcand en direct sur les ondes de TQS.
De 2003 à 2009, Paul Arcand collabore à la télévision sur la chaîne TVA à la présentation de l'émission Arcand, il s'agit d'une émission d'interview diffusé le mercredi puis le mardi vers 19h30.

### Réalisateur
En 2005, il réalise Les Voleurs d'enfance, un film documentaire produit par Denise Robert sur l'état de la protection de la jeunesse au Québec, qui a été nommé pour le meilleur documentaire aux prix Génie en 2006. Le film a récolté 1,7 million de dollars au box-office, un record pour un documentaire québécois.
En 2007, il réalise le documentaire Québec sur ordonnance, également produit par Denise Robert, traitant de la surconsommation de médicaments au Québec et certaines manipulations de l'industrie pharmaceutique visant à engranger davantage de profits.
En 2011, il réalise le documentaire Dérapages traitant sur la vitesse au volant par les jeunes qui compte des entrevues avec des amis et parents de jeunes décédés.
En octobre 2022, une série documentaire de Paul Arcand portant sur la cyberpédophilie intitulée Les collectioneurs d'enfants sortit, abordant l'enjeu par l'intermédiaire de témoignages de victimes, ex-perpétrateurs ainsi que par des opérations policières et des enquêtes de la DPJ.

### En balado
En 2024, Paul Arcand a repris le micro chez Cogeco Média dans le cadre de projets balados sous la marque L'espace Paul Arcand. Le projet phare est La revue de presse de Paul Arcand, un clin d'œil à un populaire segment de son émission de Puisqu'il faut se lever. Il produit également plusieurs autres balados, tels que On n'a pas tout dit, Les grandes entrevues de Paul Arcand ou La nuit où j'ai failli mourir par la journaliste Bénédicte Lebel.
C'est en avril 2024 que Paul Arcand annonce sa retraite dans le monde de la radio et de la télévision. Il préfère garder de son temps pour ses propres projets tels que ses documentaires et ses réalisations ainsi que d'enfin passer du temps avec sa famille et de relaxer.
| Date | Prix                                                            | Nominations                         | Sujet                   | Endroit    |   |
| ---- | --------------------------------------------------------------- | ----------------------------------- | ----------------------- | ---------- | - |
| 2002 | Meilleur animateur : Émission d'affaires publiques              | -                                   | Puisqu'il faut se lever | MetroStar  | S |
| 2003 | Meilleur animateur : Émission d'affaires publiques              | -                                   | Puisqu'il faut se lever | MetroStar  | S |
| 2004 | Meilleur animateur : Émission d'affaires publiques              | -                                   | Puisqu'il faut se lever | MetroStar  | S |
| 2005 | Meilleur animateur : Émission d'affaires publiques              | -                                   | Puisqu'il faut se lever | MetroStar  | S |
| 2006 | -                                                               | Nomination du meilleur documentaire | Les Voleurs d'Enfances  | Gala Génie | S |
| 2007 | Meilleur animateur : Émission d'affaires publiques              | -                                   | Puisqu'il faut se lever | Gala Artis | S |
| 2018 | Meilleure animation: émission ou série d'entrevues ou talk-show | -                                   | Conversation secrète    | Gémeaux    | S |

## Source
- Biographie de Paul Arcand en bas de page
- Description de Québec sur ordonnance